# Judo-Europameisterschaften 1988
Die Judo-Europameisterschaften 1988 fanden vom 19. bis zum 22. Mai in Pamplona statt. Davor hatten zuletzt die Europameisterschaften der Männer 1973 und die Europameisterschaften der Frauen 1981 in Spanien stattgefunden.
Das gastgebende spanische Team gewann sechs Medaillen. Insgesamt fünf Titelträger aus dem Vorjahr gewannen auch 1988. Grigori Weritschew hatte im Vorjahr den Titel in der offenen Klasse erkämpft, diesmal siegte er im  Schwergewicht. Ihren Titel verteidigten: Baschir Warajew im Halbmittelgewicht, Fabien Canu im Mittelgewicht, Catherine Arnaud im Leichtgewicht und Ingrid Berghmans in der offenen Klasse.

## Ergebnisse

### Männer
| Gewichtsklasse                 | Gold                 | Silber                    | Bronze                             |
| ------------------------------ | -------------------- | ------------------------- | ---------------------------------- |
| Superleichtgewicht (bis 60 kg) | Amiran Totikaschwili | Patrick Roux              | Neil Eckersley Carlos Sotillo      |
| Halbleichtgewicht (bis 65 kg)  | Bruno Carabetta      | Guido Schumacher          | Udo Quellmalz Sergei Kosminin      |
| Leichtgewicht (bis 71 kg)      | Joaquín Ruiz         | Sven Loll                 | Hans Engelmeier Krzysztof Kamiński |
| Halbmittelgewicht (bis 78 kg)  | Baschir Warajew      | Frank Wieneke             | Peter Reiter Pascal Tayot          |
| Mittelgewicht (bis 86 kg)      | Fabien Canu          | Densign White             | Ben Spijkers Peter Seisenbacher    |
| Halbschwergewicht (bis 95 kg)  | Jiří Sosna           | Jewgeni Petschurow        | Robert Van de Walle Marko Walew    |
| Schwergewicht (über 95 kg)     | Grigori Weritschew   | Alexander von der Groeben | Henry Stöhr Dimitar Saprjanow      |
| Offene Klasse                  | Elvis Gordon         | Akaki Kibordsalidse       | Damian Stoikow László Tolnai       |

### Frauen
| Gewichtsklasse                 | Gold                | Silber               | Bronze                              |
| ------------------------------ | ------------------- | -------------------- | ----------------------------------- |
| Superleichtgewicht (bis 48 kg) | Jessica Gal         | Katalin Parragh      | Dolores Veguillas Martine Dupond    |
| Halbleichtgewicht (bis 52 kg)  | Alessandra Giungi   | Jaana Ronkainen      | Joanna Majdan Dominique Maaoui-Brun |
| Leichtgewicht (bis 56 kg)      | Catherine Arnaud    | Miriam Blasco        | Jenny Gal Gisela Hämmerling         |
| Halbmittelgewicht (bis 61 kg)  | Diane Bell          | Begoña Gómez         | Frauke Eickhoff Renate Lehner       |
| Mittelgewicht (bis 66 kg)      | Alexandra Schreiber | Emanuela Pierantozzi | Roswitha Hartl Brigitte Deydier     |
| Halbschwergewicht (bis 72 kg)  | Ingrid Berghmans    | Isabel Cortavitarte  | Elisabeth Karlsson Laetitia Meignan |
| Schwergewicht (über 72 kg)     | Angelique Seriese   | Isabelle Paque       | Sharon Lee Karin Kutz               |
| Offene Klasse                  | Ingrid Berghmans    | Emmanuelle Mikula    | Zwetana Bosilowa Beata Maksymow     |

## Medaillenspiegel
| Rang | Land                            | Gold | Silber | Bronze | Gesamt |
| ---- | ------------------------------- | ---- | ------ | ------ | ------ |
| 1    | Frankreich                      | 3    | 3      | 5      | 11     |
| 2    | Sowjetunion                     | 3    | 2      | 1      | 6      |
| 3    | Vereinigtes Königreich          | 2    | 1      | 2      | 5      |
| 4    | Niederlande                     | 2    | –      | 2      | 4      |
| 5    | Belgien                         | 2    | –      | 1      | 3      |
| 6    | BR Deutschland                  | 1    | 3      | 3      | 7      |
| 7    | Spanien                         | 1    | 3      | 2      | 6      |
| 8    | Italien                         | 1    | 1      | –      | 2      |
| 9    | Tschechoslowakei                | 1    | –      | –      | 1      |
| 10   | Deutsche Demokratische Republik | -    | 1      | 2      | 3      |
| 11   | Ungarn                          | -    | 1      | 1      | 2      |
| 12   | Finnland                        | -    | 1      | –      | 1      |
| 13   | Bulgarien                       | –    | -      | 4      | 4      |
| 13   | Österreich                      | –    | -      | 4      | 4      |
| 15   | Polen                           | –    | -      | 3      | 3      |
| 16   | Schweden                        | –    | -      | 1      | 1      |
| 16   | Schweiz                         | –    | -      | 1      | 1      |
|      | Total                           | 16   | 16     | 32     | 64     |